# Trollryggen, Antarktis
Trollryggen är en bergstopp i Antarktis. Den ligger i Östantarktis. Norge gör anspråk på området. Toppen på Trollryggen är 2 670 meter över havet.
Terrängen runt Trollryggen är platt åt nordost, men åt sydväst är den kuperad. Trakten är obefolkad. Det finns inga samhällen i närheten.